# Billy Meredith
William Henry "Billy" Meredith (n. 30 iulie 1874 – d. 19 aprilie 1958) a fost unul dintre primii fotbaliști care au ajuns să fie considerați superstaruri, trecându-și în palmares toate trofeele din competiția internă, și jucând de 48 de ori în echipa națională de fotbal a Țării Galilor. 22 dintre aceste selecții le-a strâns pe când activa la Manchester City, iar restul de 26 pe când juca în tricoul rivalei Manchester United. Poziția lui favorită era extremă dreaptă.

## Viață și carieră

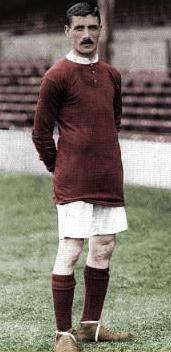
Meredith în culorile lui Manchester United

Meredith s-a născut în 1874 în Black Park, Chirk, Țara Galilor și a început munca la o mină de cărbuni din Black Park, având grijă de un ponei folosit pentru a căra greutăți.
După scurte perioade la Chirk și Northwich Victoria, Billy a ajuns la Manchester City în octombrie 1894, pentru o sumă de transfer necunoscută. A debutat într-un meci cu Newcastle în aceeași lună, meci pierdut de City cu 4-5, dar în etapa următoare Meredith a făcut primul pas spre statutul de legendă, marcând două goluri împotriva lui Newton Heath - viitoarea Manchester United, în primul derby al orașului Manchester. A ajuns să fie iubit de fanii lui City, care se adunau cu entuziasm de fiecare dată când îl observau într-un loc public.
Cariera lui Meredith la City a fost afectată de două incidente : prima dată reputația i-a fost pătată de acuzația că l-ar fi mituit pe Alec Leake de la Aston Villa cu 10 lire sterline, pentru ca echipa lui să se dea la o parte, și în 1904 pentru că a primit o suspendare de 18 luni și interdicția de a juca la City (alături de alți coechipieri, într-un scandal legat de salarii).
În mai 1906, s-a transferat la Manchester United, unde a debutat pe 1 ianuarie 1907, într-o victorie cu 1-0 în fața celor de la Aston Villa, iar în curând avea să devină un favorit al fanilor. În 1921 s-a întors la City, unde a continuat să joace cu obișnuita lui scobitoare între dinți, până la 47 de ani. În 1924 a participat cu City în Cupa FA, unde a reușit să marcheze în meciul cu Brighton. Ultimul lui meci a fost împotriva lui Newcastle United, în semifinale, la vârsta de 49 ani și 245 de zile, devenind astfel unul dintre cei mai vârstnici fotbaliști care au jucat în Cupa FA. În total, Billy Meredith a jucat de 390 de ori pentru Manchester City, marcând 150 de goluri și câștigând o Cupă FA. Pentru Manchester United Meredith a jucat în 335 de partide, înscriind 36 de goluri, și trecându-și în palmares 2 titluri de campion, 1 Cupă FA și 2 FA Charity Shields.
În 1928, a devenit antrenorul echipei de scurtă durată Manchester Central.
Billy Meredith a murit în Withington, Manchester, Anglia, în 1958, la vârsta de 83 de ani.

## Onoruri
După mai mulți ani petrecuți într-un mormânt nemarcat, Asociația Fotbaliștilor Profesioniști din Regatul Unit, Asociația de Fotbal Galeză, Manchester City și Manchester United, într-un remarcabil omagiu adus fostului fotbalist, au decis împreună să acopere costurile necesare unei noi pietre funerare, și, după ce s-au consultat cu fiica lui Billy, pe atunci în vârstă de 94 ani, au ținut o slujbă cu această ocazie.
Billy este onorat în Galeria de Onoare a City of Manchester Stadium.
S-a anunțat în august 2007 că Billy Meredith era printre cei zece jucători recent introduși în Galeria de Onoare a Fotbalului Englez.

## Palmares

### Club
Chirk
- Welsh Cup (1): 1894

Manchester City
- Second Division (1): 1898–99
- FA Cup (1): 1903–04

Manchester United
- First Division (2): 1907–08, 1910–11
- FA Cup (1): 1908–09
- FA Charity Shield (2): 1908, 1911

### Națională
Țara Galilor
- British Home Championship (2): 1907, 1920